# Friedhofskultur in Deutschland

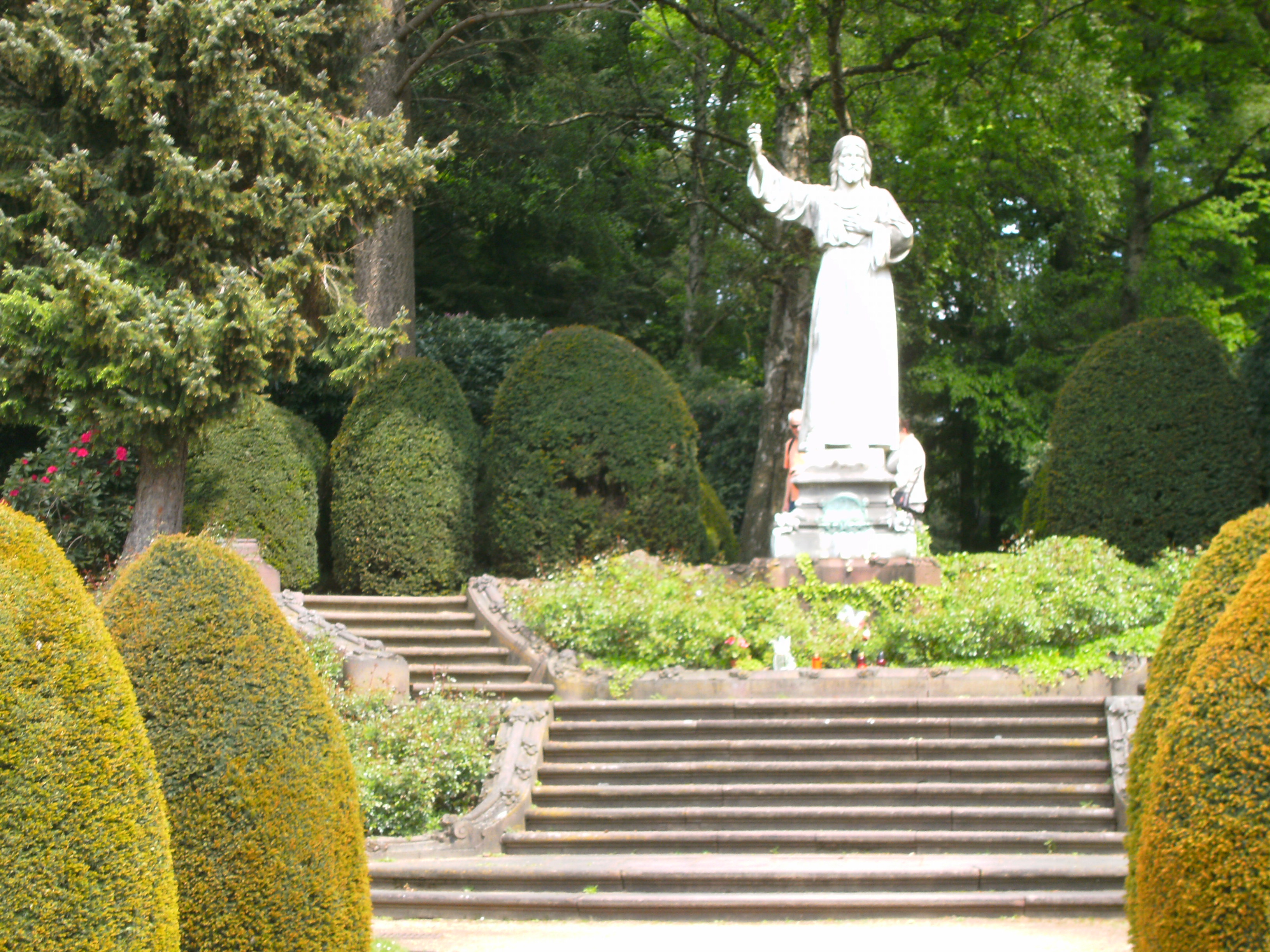
Friedhof Ohlsdorf: Althamburgischer Gedächtnisfriedhof

Die Friedhofskultur in Deutschland wurde im März 2020 auf Empfehlung der Deutschen UNESCO-Kommission in das Bundesweite Verzeichnis des Immateriellen Kulturerbes aufgenommen. Friedhofskultur umfasst die Kultur des Bestattens und des Trauerns sowie die Gestaltung, Pflege und Bewahrung der Gräber, Grabmale, Friedhöfe und anderer Gedenkorte, auch in Hinsicht auf Naturschutz, Völkerverständigung und Integration. Denkmalgeschützte Friedhöfe gehören hingegen zum materiellen Kulturerbe.

## Charakteristik

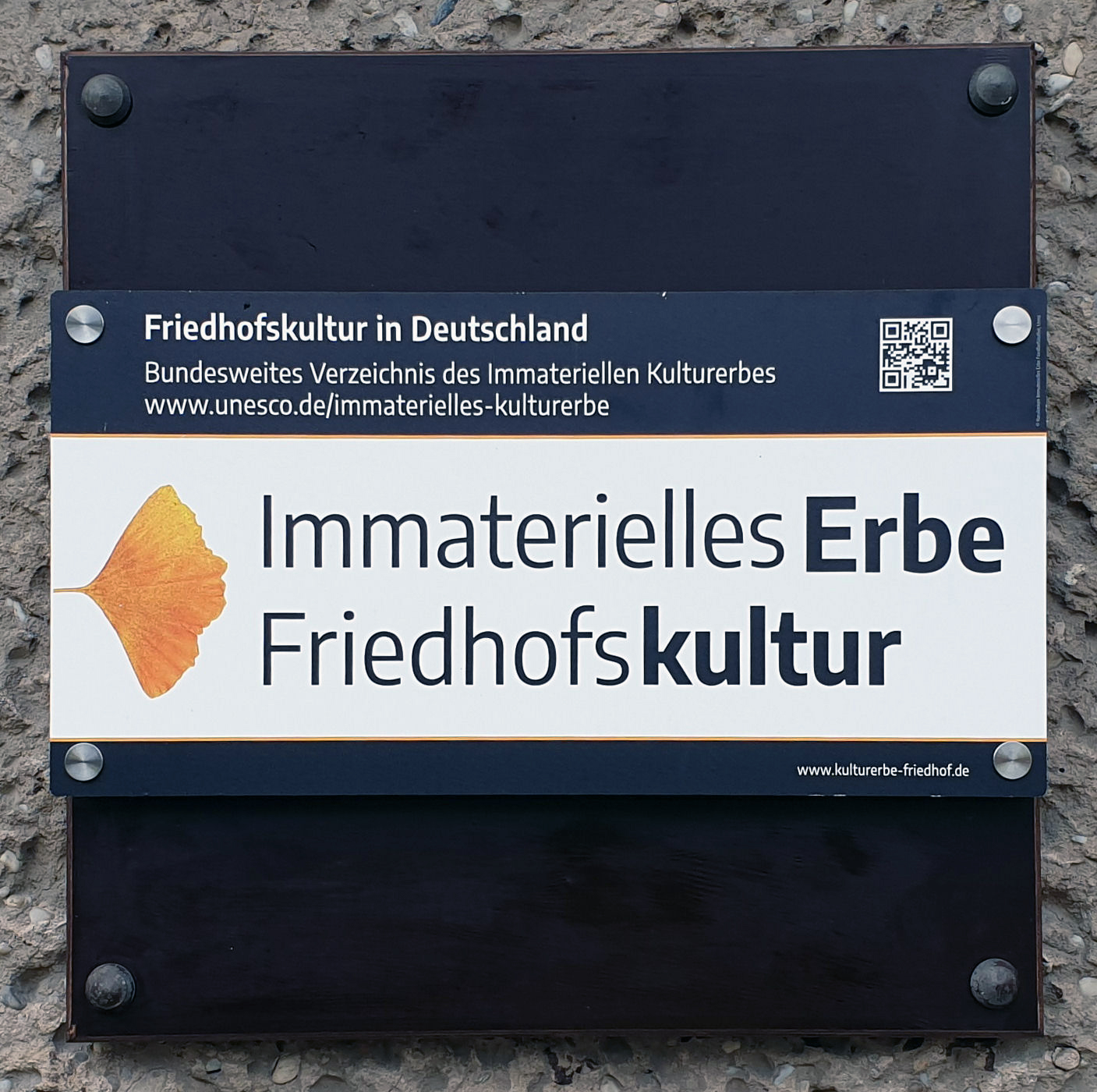
Gedenktafel für das Immaterielles Erbe Friedhofskultur, auf dem Heidefriedhof in Berlin-Mariendorf

Als besonders in der deutschen Friedhofskultur gilt einerseits die Einbettung der Gräber oder Grabfelder in Parklandschaften und andererseits die Gestaltung der Gräber als „kleine Gärten der Erinnerung“. Typisch ist also die Verbindung von gärtnerischen Elementen mit steinernen oder anderen Grabzeichen zu Grabanlagen und die Pflege von Parkfriedhöfen als formaler Rahmen. Mit den Erinnerungsritualen sind auch handwerkliche Techniken und Praktiken verbunden.

## Geschichte
Die Friedhofskultur hat sich in Deutschland über Jahrhunderte entwickelt. Sie wurde von Generation zu Generation weitervermittelt und hat sich dabei auch Veränderungen und Normierungen unterworfen. Zum Kulturraum „Friedhof“ gehören nicht nur kommunale oder christliche Erinnerungsorte, sondern auch jüdische Friedhöfe und muslimische Grabfelder. Weitere Trauer- und Gedenkorte sind Kriegsgräberstätten und internationale Soldatengräber.
Im Jahr 2010 wurde die Europäische Route der Friedhofskultur als Kulturweg des Europarats anerkannt. Zu ihren zertifizierten Friedhöfen gehören Grabanlagen in Berlin, Potsdam und Hamburg. Der Hamburger Friedhof Ohlsdorf wurde 1877 eingeweiht und ist mit 389 Hektar der größte Parkfriedhof der Welt. Über sein Areal verteilen sich mehr als 200.000 Grabstätten.
Die Ernennung zum immateriellen Kulturerbe der UNESCO erfolgte im März 2020. Der Journalist Tobias Pehle hatte 2015 die Bewerbung ehrenamtlich
initiiert und realisiert. Er wurde 2020 Geschäftsführer des Vereins Kuratoriums immaterielles Erbe Friedhofskultur. Getragen wurde die Initiative von Verbänden der Friedhofsverwalter, Bestatter, Friedhofsgärtner und Grabmalhersteller.
In jüngerer Zeit verändert ein Trend zu anonymer oder Urnenbestattungen das Erscheinungsbild der Friedhöfe. Naturbestattungen im In- und Ausland sind konkurrierende Erscheinungen. Ein Ziel der Aufnahme in das Verzeichnis ist die Erhaltung des kulturellen Erbes und die „Lebendigkeit der Ausdrucksform“, auch wenn sie einem Wandel unterworfen ist.